# Майкл Петрассо
Майкл Петрассо (англ. Michael Petrasso, нар. 9 липня 1995, Торонто) — канадський футболіст, гравець клубу «Монреаль Імпакт» та національної збірної Канади.

## Клубна кар'єра
Народився 9 липня 1995 року в місті Торонто. Він почав грати в футбол у місцевому юнацькому клубі молодшого Kleinburg SC, після чого у віці п'ятнадцяти років приєднався до TFC Academy, футбольної академії клубу МЛС «Торонто».
У 2012 році він пішов з клубу і незабаром став гравцем англійського клубу «Квінз Парк Рейнджерс». У своєму першому сезоні в КПР Петрассо був членом юнацької команди, яка виграла Лігу професійного розвитку 2 у віці до 18 років, а також зіграв кілька матчів за збірну до 21 року в тому ж сезоні.
Продовживши свою хорошу форму в сезоні 2013/14 з командою до 21 року, 22 листопада 2013 року Петрассо був відданий в оренду на два місяці в клуб Першої англійської ліги (третього за рівнем дивізіону) «Олдем Атлетик». За нього Майкл дебютував на дорослому рівні на наступний день в матчі чемпіонату проти «Джилінгема» і забив єдиний гол у грі. 18 січня 2014 року Петрассо повернувся на «Лофтус Роуд», зігравши до цього моменту 15 матчів і забивши один гол.
14 лютого 2014 року Петрассо приєднався до іншого клубу Першої ліги «Ковентрі Сіті» на правах оренди на 28 днів. Він забив свій перший гол за клуб в матчі проти «Транмер Роверз». Всього ж за клуб канадець провів 7 матчів і забив 1 гол.
7 квітня 2014 року Петрассо підписав новий трирічний контракт з КПР. Дебютував за першу команду «Квінз Парк Рейнджерс» 3 травня 2014 року, в останній грі сезону Чемпіоншипу проти «Барнслі» (3:2), замінивши Йоссі Бенаюна на 76-й хвилині. Після цього команда виграла плей-оф і вийшла на наступний сезон до вищого дивізіону.
Після того як Петрассо не потрапив у заявку клубу на участь у Прем'єр-лізі в сезоні 2014/15, Майкл був орендований клубом Першої ліги «Лейтон Орієнт» 11 вересня 2014 року на один місяць до 7 жовтня 2014 року. Петрассо дебютував за клуб 13 вересня 2014 року в домашньому матчі з «Колчестер Юнайтед». Всього канадець провів за клуб три матчі в чемпіонаті.
Після цього 14 жовтня 2014 року Петрассо був відданий в оренду на три місяці (93 дні) в «Ноттс Каунті». Він дебютував за клуб 18 жовтня в матчі проти «Кровлі Таун» (5:3). З тих пір Петрассо продовжував показувати відмінну форму, забивши три голи у восьми матчах за «Ноттс Каунті».
2015 року Петрассо повернувся в КПР, за який став інколи виступати, проте основним гравцем стати так і не зумів. Наразі встиг відіграти за лондонську команду 10 матчів в національному чемпіонаті.

### Монреаль Імпакт
18 січня 2018 року, Петрассо приєднався до Монреаль Імпакт, підписавши дворічний контракт.

## Виступи за збірні
2011 року дебютував у складі юнацької збірної Канади. Разом з командою до 17 років став срібним призером Юнацького чемпіонату КОНКАКАФ, на якому відзначився хет-триком у матчі групового етапу проти Барбадосу (8:0). Цей результат дозволив канадцям зіграти того ж року на юнацькому чемпіонаті світу в Мексиці, проте там канадці не змогли вийти з групи. Всього взяв участь у 8 іграх на юнацькому рівні, відзначившись 3 забитими голами.
Протягом 2013—2016 років залучався до складу молодіжної збірної Канади, разом з якою був учасником Молодіжного чемпіонату КОНКАКАФ 2013 та 2015 років. На молодіжному рівні зіграв у 15 офіційних матчах, забив 6 голів.
3 червня 2016 року дебютував в офіційних матчах у складі національної збірної Канади в товариській грі з Азербайджаном (1:1).
У наступному році у складі збірної був учасником розіграшу Золотого кубка КОНКАКАФ 2017 року у США.
Наразі провів у формі головної команди країни 5 матчів.